# Impact Finite Element Program
Impact Finite Element Program (también llamado simplemente Impact, o IFEP) es un software de código abierto lanzado bajo licencia GPL para empleo del análisis y simulación de elementos finitos o FEM- finite element method- en cuestiones mecánicas. 
Es principalmente un simulador que usa dicho método - el de los elementos finitos - para resolver diversos tipos de problemas mecánicos, lineales y no lineales. Estos son descritos por ecuaciones en derivadas parciales, que Elmer resuelve por el método FEM. Ello le permite ofrecer muchos eventos dinámicos, como la simulación de accidentes de tráfico (choques de coches) o de metal troquelado. Por lo general, involucran grandes deformaciones y de alta velocidad.
Está escrito en Java; los autores no consideran penalizar el uso de una interpretación que compila como sus rivales escritos en Fortran o C++ puesto que el intérprete incorporado (integrado) es lo suficientemente rápido.
IFEP puede usarse para predecir la mayoría de sucesos dinámicos tales como choques de coches (automóviles) o operaciones de perforación de hojas de metal. Por lo general, involucran grandes deformaciones y altas velocidades.
Las simulaciones se realizan en un modelo tridimensional virtual que se puede crear con un pre-procesador o con la incorporada en el lenguaje Fembic. Los resultados se ven en un post-procesador.
Impact está diseñado para interactuar por defecto con el pre-y post-procesador incluidos, pero también puede interactuar con muchos pre-y post-procesadores, tales como GiD o Gmsh. Impact también tiene un soporte rudimentario para el formato de archivo Nastran.
El desarrollo comenzó para ser la alternativa a programas de elementos finitos comerciales de software propietario, en colaboración entre varios desarrolladores, un principio sobre todo rusos y alemanes; actualmente este es realizado por un equipo de voluntarios de todo el mundo con el objetivo de crear un código de programa limpio y compacto, fácil de aprender, entender y utilizar.
Desde la versión 0.7.06.016 (también llamada 0.76.016) soporta el motor de renderizado Java 3D. Dicha versión se encuentra incluida en CAE Linux.